# 에이치엘비
에이치엘비(HLB Co., Ltd.)는 대한민국의 의약품 전문회사이다. HLB 및 해외 종속회사 Elevar Therapeutics와 Immunomic Therapeutics는 다양한 신약개발(항암제, 면역치료제 등) 및 임상시험의 경험을 보유하고 있는 글로벌 바이오 의약품 전문회사이다. HLB의 헬스케어사업부는 체외진단 의료기기 및 의약외품, 의료소모품을 제조, 판매하고 있으며, 종속회사 HLB이엔지는 LifeBoat & Davit, 특수선박 및 GRP/GRE PIPE 등 선박을 제조, 판매함.

## 관계사
- HLB생명과학
- HLB셀
- HLB글로벌
- HLB네트웍스
- 프레시코
- 에포케
- HLB제약
- 현대앤코스모스요팅
- 현대요트
- HLB테라퓨틱스
- 바다중공업
- HLB바이오스텝
- HLB인베스트먼트
- HLB이엔지
- HLB이노베이션
- HLB파나진
- HLB제넥스
- HLB에너지
- HLB사이언스
- HLB솔루션
- HLB라이프케어
- 베리스모테라퓨틱스아시아
- 코아바이오
- 애니젠
- HLB에프엔비
- 펭귄오션레저
- 티니코
- HLB뉴로토브

## 연혁
- 1985년: 국제스텐레스벨브공업㈜ 설립
- 1990년: 국제정공(주)로 상호변경
- 1994년: ISO 9001 인증서 취득 (94-292, Intertek)
- 1997년: 일본 NKK 품질 인증서 취득(일본주식 장외 법인 등록)
- 2007년: 미국 현지법인(Lifecord International USA, Inc) / 설립사명변경(국제정공(주)→라이프코드인터내셔날(주)
- 2008년: 사명변경(라이프코드인터내셔널㈜ → ㈜이노GDN 사명 변경
- 2009년: 일본 NKK 품질 인증서 취득(일본주식 장외 법인 등록)
- 2010년: ㈜이노GDN → 에이치엘비㈜ 사명 변경
- 2012년: 2천만불 수출의 탑 수상
- 2013년: 자회사 현대라이프보트(주)와 합병
- 2014년: 에이치엘비㈜ 전기계장사업부 분할
- 2015년: 에이치엘비생명과학 인수(구. 에너지솔루션) / LSKB 자회사 편입
- 2018년: (주)화진메디칼 인수
- 2019년: HLB, Elevar, HLB USA 삼각합병
- 2020년: HLB, Immunomic Therapeutics 인수
- 2021년: FA(현 HLB헬스케어사업부) 흡수합병 / 미국 Verismo, HLB바이오스텝, HLB테라퓨틱스 인수
- 2022년: 간암 1차 치료제 글로벌 3상 완료 / 선낭암 2상 완료
- 2023년: 미국 FDA에 간암 1차 치료제 신약허가신청(NDA) / 면역항암제 '캄렐리주맙(Camrelizumab)' 간암 글로벌 권리 인수(한중 제외) / HLB파나진, HLB이노베이션 인수
- 2024년: 간암 1차 치료제 미국 FDA 본심사 진행 중 / HLB뉴로토브, HLB제넥스 인수
- 2025년: 에니젠 인수 / HLB생명과학과 합병